# 10 halerzy czechosłowackich (1974)
10 halerzy (cz. 10 haléřů, słow. 10 halierov) – czechosłowacka moneta obiegowa o nominale 10 halerzy bita w latach 1974–1990 i pozostająca w obiegu do roku 1993. Autorem projektu był rzeźbiarz i medalier František David.

## Wzór
W centralnej części awersu znalazł się stylizowany herb Czechosłowackiej Republiki Socjalistycznej – wizerunek znajdującego się na tarczy w kształcie husyckiej pawęży czeskiego wspiętego lwa o podwójnym ogonie. Na jego piersi umieszczono mniejszą tarczę z reprezentującym Słowaków symbolem watry na tle sylwetki tatrzańskiego szczytu Krywań. Bezpośrednio poniżej zamieszczono rok bicia monety. Wzdłuż krawędzi znalazła się zapisana zewnętrznie nazwa kraju („ČESKOSLOVENSKÁ SOCIALISTICKÁ REPUBLIKA”) zajmująca oba boki i dół monety.
Rewers monety przedstawiał duży, zapisany arabskimi cyframi nominał pod pięcioramienną gwiazdą. Cyfry częściowo nakładały się na siebie nawzajem oraz na położoną w dolnej części mniejszą literę „h” stanowiącą określenie waluty. Poniżej cyfry 1, przy lewej krawędzi monety zamieszczono niewielki inicjał „D”, znak projektanta Františka Davida.

## Nakład
Podstawę prawną emisji nowych monet o nominale 10 h stanowiło zarządzenie Ministra Finansów z 2 sierpnia 1974 r. W jego treści zawarto zarówno wzór nowej monety, jak i jej parametry fizyczne. Przewidziano, że będzie bita z aluminiowych krążków o masie 0,9 g (±2,5%). Wskazano również, że rant dziesięciohalerzówek ma być gładki, a średnica gotowych monet ma mierzyć 18,2 mm. Ich grubość wyniosła w przybliżeniu 1,6 mm.
Bite w mennicy w Kremnicy monety wyemitowano po raz pierwszy 1 grudnia 1974 r., zastępując w praktyce poprzednie warianty (1953 i 1961) wycofane z końcem 1977 roku. Nowe serie 10-halerzowych monet produkowano rokrocznie przez kolejnych 17 lat w łącznej liczbie ponad miliarda sztuk.
Monety wzoru z 1977 pozostały w obiegu aż do rozpadu Czechosłowacji i uległy denominacji odrębnie w Czechach i na Słowacji jednocześnie ze swoimi następcami z 1991 roku – odpowiednio z końcem lipca i grudnia roku 1993.
| rok  | nakład      |       |
| ---- | ----------- | ----- |
| 1974 | 11 470 000  | [ 2 ] |
| 1975 | 41 002 000  | [ 2 ] |
| 1976 | 182 000     | [ 2 ] |
| 1977 | 151 760 000 | [ 2 ] |
| 1978 | 62 620 000  | [ 2 ] |
| 1979 | 30 240 000  | [ 2 ] |
| 1980 | 31 280 000  | [ 2 ] |
| 1981 | 43 616 160  | [ 2 ] |
| 1982 | 74 568 847  | [ 2 ] |
| 1983 | 50 560 000  | [ 2 ] |
| 1984 | 40 369 957  | [ 2 ] |
| 1985 | 92 929 791  | [ 2 ] |
| 1986 | 87 260 000  | [ 2 ] |
| 1987 | 30 030 000  | [ 2 ] |
| 1988 | 47 479 999  | [ 2 ] |
| 1989 | 50 300 000  | [ 2 ] |
| 1990 | 25 220 000  | [ 2 ] |